# Biorbitella confusa
Biorbitella confusa är en tvåvingeart som först beskrevs av Malloch 1913.  Biorbitella confusa ingår i släktet Biorbitella och familjen fritflugor. Inga underarter finns listade i Catalogue of Life.